# ZVL Leiden
ZVL Leiden é um clube de polo aquático da cidade de Leiden, Países Baixos.

## História
O clube foi fundado em 2004. 

## Títulos
- Liga Neerlandesa Feminina de Polo aquático
  - 2013-2014, 2015-2016